# سبرانتسه
سبرانتسه (به آلمانی: Sobranz) یک شهرک در اسلواکی با جمعیت ۶٬۲۷۴ نفر است که در Sobrance District واقع شده‌است.